# Sendoa Aguirre
Sendoa Aguirre est un footballeur espagnol, né le 31 décembre 1975 à Bilbao en Espagne. Il évoluait au poste de milieu de terrain.

## Carrière
- 1997-2001 :  Athletic Bilbao
- 1997-1999 :  Gernika Club (prêt)
- 2000-2001 :  SD Eibar (prêt)
- 2001-2002 :  Barakaldo CF
- 2002-2006 :  Alicante CF
- 2006-2011 :  Hércules Alicante[2]

## Palmarès
- Alicante CF
  - 2004-2005 : Vainqueur de la Segunda División B
  - 2004-2005 : Meilleur buteur de Segunda División B avec 18 buts